# Ernest Eleonor Pierre Lamy

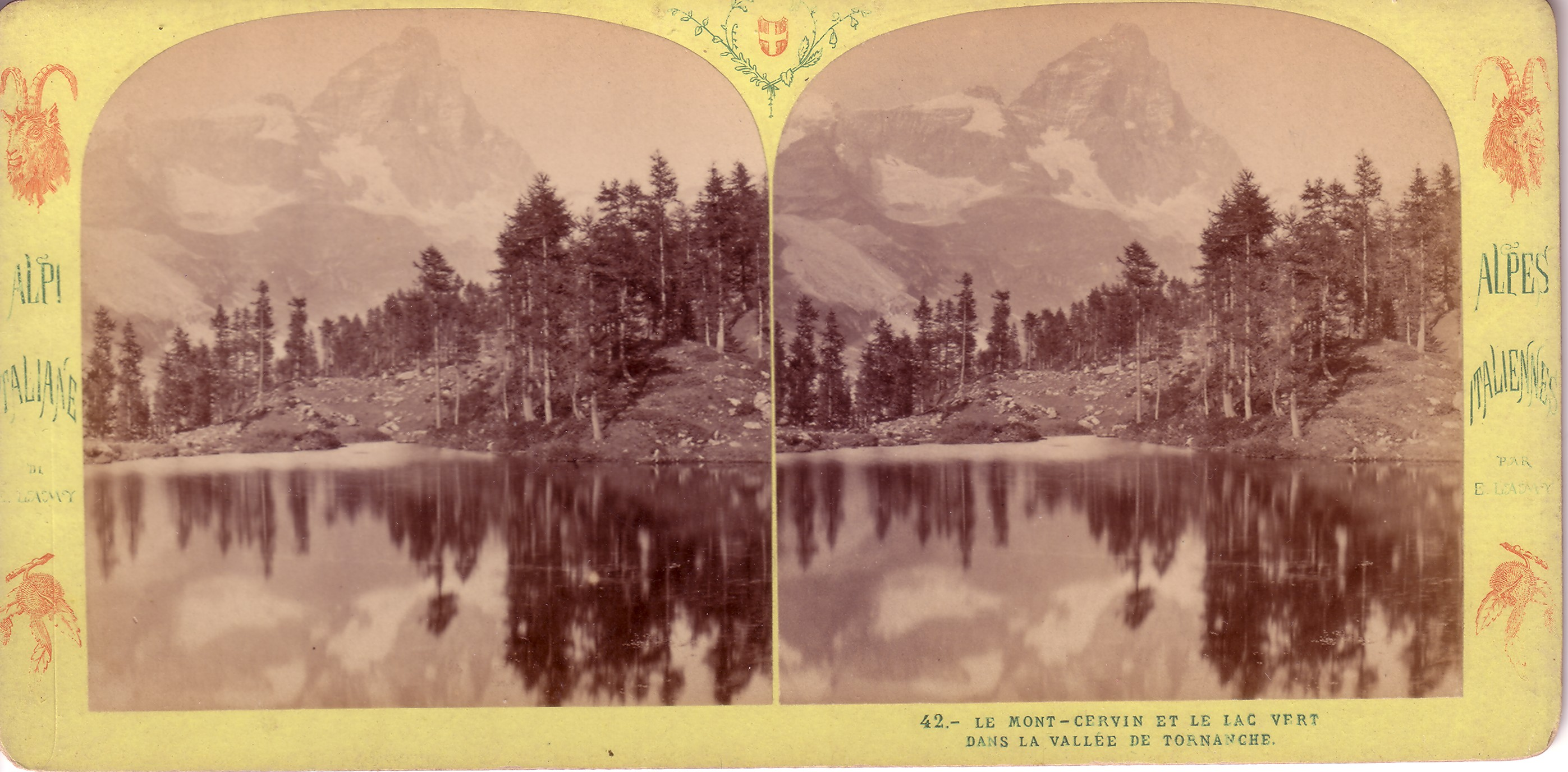
Stereophotographie von Ernest Lamy

Ernest Eleonor Pierre Lamy, (* 9. Dezember 1828 in Triel-sur-Seine; † 5. Juli 1900 in Courbevoie) war ein französischer Fotograf, Fotopapierfabrikant und Erfinder.

## Leben
Als Geburtsjahr und Ort lässt sich anhand der Geburtsregister Triel-sur-Seine 1828 festlegen. Fälschlicherweise kommen in der Literatur oft noch andere Lebensdaten vor, die auf Namensgleichheiten zurückzuführen sind. Über seinen Werdegang lässt sich kaum etwas herausfinden. Sein erstes gesichertes Atelier befand sich in der Rue d’Enghien 24 in Paris, hier scheint er um 1863/64 erstmals als Hersteller von „Epreuves stereoscopique“ (stereoskopische Abzüge oder Bilder). Die Sammlung des Département des Estampes et de la Photographie de la Bibliothèque Nationale de France (BNF) in Paris und deren Eingangsregister verzeichnet bereits 1861 zwei Serien von Stereoansichten von Lamy als Eingang: „Residences imperiales(!)“ und „Etudes de femmes à demi-nues“. Das bedeutet, dass Lamy mindestens schon zwei Jahre zuvor begonnen hat, im größeren Stil anonym stereoskopische Aufnahmen zu erzeugen.
Seine erste Erwähnung in den Annuaire fällt ziemlich genau mit der Entstehung der ersten großen Landschaftsserie zusammen, auf der sich Lamy als Urheber bekannte – der Serie „Espagne“. Es ist gesichert, dass Lamy sich im Sommer 1863 in Spanien befand und diese, aus 114 Ansichten bestehende, Serie herstellte. Im folgenden Jahr, 1864, übergab er diese Aufnahmen zusammen mit den Serien „Paris instantané“ und „Camp de Chalons“, die zwar zur Zeit der Serie von Spanien entstanden sein müssen, aber im Gegensatz zur Serie Espagne keine Autorenschaft am Karton erkennen lässt, der BNF. In den folgenden Jahren erscheinen bis ca. 1873 eine Reihe weiterer Serien wie: „Marines“, „Vues d’Auvergne“, „Vues des Pyrénées“, „La Suisse et la Savoie“, „Vues d’Italie“, „Lago Maggiore“ und „Alpes Italiennes“, „Tyrol“, „Residences Imperiales“.
Um 1868 übersiedelte Lamy in die Rue Clichy 44 (bis 1875), sein letztes Atelier befand sich bis 1878 in der Rue de Turbigo 38. In diesem Jahr scheint Lamy alles an Ernest Lize verkauft zu haben und beendete somit seine fotografische Tätigkeit.
Am 24. November 1870 heiratete er Marguerite Jeanne Francoise Lamotte. Ganz hatte aber Lamy der Fotografie nicht abgeschworen. Er beschäftigte sich weiter mit Fotografie, gleichwohl nun als erfolgreicher Fabrikant und Entwickler. So entwickelte er einen eigenen Actinometer zur Messung der Lichtstärke und baute in Courbevoie eine eigene Fabrik zur Erzeugung von Fotopapier auf, dazu reichte er auch Patente für eigene Schnellentwicklungsverfahren ein. Er gilt als einer der ersten auf Fotopapier spezialisierten Fabrikanten, dessen Papiere in ganz Europa exportiert wurden. 1873 begab sich Lamy nochmal auf die Reise und zwar nach Wien zur Weltausstellung. Er wurde hier von der Wiener Photographen-Association für das Spezialfach Stereoskopie gewonnen „als ein Mann der europäischen Ruf genießt“. Nach dem Verkauf seines Ateliers an Lize wurden von diesem, 1878 und 1882, zwei seiner Serien wieder aufgelegt, nämlich die mit Ansichten von Paris und Umgebung und die der Schweiz und von Savoyen. Bei dieser Neuauflage wurde auch genau angegeben, dass die Aufnahmen selbst von Lamy stammten und von Lize als Rechtsnachfolger vertrieben wurden. Die Ansichten von Paris wurden dabei neu nummeriert, die der Schweiz scheinen ihre Nummerierung und Reihenfolge beibehalten zu haben.
Lamy verstarb am 5. Juli 1900 in Courbevoie. Was danach aber mit dem umfangreichen Werk Lamys geschah, ist unbekannt.

## Schriften
- Guano, Alexander: French and English Travel Photographers in Tyrol before 1870. The example of Ernest Eleonor Pierre Lamy. The Photohistorian no. 180 / Spring 2018. S. 5–11
- Guano, Alexander: Französische und englische Reisefotografen in Tirol vor 1870 : das Beispiel Ernest Eleonor Pierre Lamy. In: Schlern. Jahrgang 91, Heft 3 (2017), Seiten 4–13
- Rivero, Juan Antonia Fernandez: Los fotógrafos Lamy y Andrieu, in: Carlos S. Gomez (Hg.): Una imagen de Espana. Fotografos esteroscopistas franceses (1856–1867), Madrid 2011, S. 81–87.